# Sonex
Sonex es una banda musical mexicana de Son Jarocho originaria de Xalapa, Veracruz. Ellos son los ganadores del concurso "Tu música también cuenta - Día de la Tierra" de National Geographic Channel.

## Historia
Sonex se forma en el 2005, combinando la tradición del Son Jarocho de Doña Elena Ramírez, Don Arcadio Hidalgo, Don Andrés Vega, sus bailes, versos, melodías y cadencias con ritmos y sonidos influenciados por géneros tales como la  música tradicional Africana, Afro-Peruana y Venezolana, así como por el Flamenco, la Salsa, y las tendencias urbanas como el Blues, el Jazz, el Funk, el Hip-Hop, el Rock, el Reggae, entre otras como el World Music. 
Su primer disco fue lanzado por la disquera Zafra en octubre de 2007, con participación de la fotógrafa Graciela Iturbide y con la colaboración de Rubén Albarrán de Café Tacvba y Ojos de Brujo. Sonex se ha presentado en distintos festivales como son el Festival México: Puerta de las Américas (Ciudad de México, 2006),  Vive Latino (Ciudad de México, 2010), Cumbre Tajín (Papantla Veracruz 2011), Washington D.C.’s Duke Ellington Jazz Festival (J.F. Kennedy Center, Washington D.C., 2007), el Museo Nacional del Arte Japonés (Los Ángeles, 2007) y con su participación como embajadores de su país en la Cumbre de presidentes de Iberoamérica (Palacio de la Moneda, Santiago de Chile, 2007).
Por otra parte, obtuvieron el primer lugar del concurso “Tu música también cuenta" por la canción "Sobre tus Aguas",  organizado por el National Geographic Channel y Myspace, en conmemoración al Día de la Tierra. Esto ante más de 11,500 canciones participantes.
Madre Natura su segundo fonograma fue lanzado en el 2016 de manera independiente por la banda ganando el premio internacional Latin United Kingdom Awards “Best Upcoming Artist”, así como los premios IMAS "Mejor disco de Folclore Popular 2016" y "Premio de la Gente 2016”. 
Su tercera producción musical "Bailando" fue lanzado en el 2020 bajo el sello discográfico internacional Round Whirled Records.